# انستیتو مهندسی نفت دانشگاه تهران

انستیتو مهندسی نفت دانشگاه تهران  به عنوان یک مرکز تحقیق و توسعه آموزشی و پژوهشی صنایع نفت و گاز در سال ۱۳۷۸ در قالب زیرمجموعه پردیس دانشکده‌های فنی دانشگاه تهران تأسیس شده‌است.
این مرکز در پروژه‌های صنعتی و پژوهشی در زمینه صنایع بالادستی مهندسی نفت و گاز فعالیت دارد.
در بخش آموزش از طریق آزمون سراسری و در مقاطع کارشناسی، کارشناسی ارشد و دکترا دانشجو می‌پذیرد.
انستیتو مهندسی نفت در راستای اهداف خود با برگزاری دوره های آموزشهای آزاد کوتاه مدت تخصصی، دوره های نرم افزاری تخصصی نفت و گاز و برگزاری همایشهای علمی ملی و بین المللی سعی در توسعه و پیشبرد دانش فنی در صنایع نفت و گاز دارد.
اهداف اصلی انستیتو مهندسی نفت دانشگاه تهران عبارتند از:
- آموزش کارشناسان کارآمد، توسعه و پیشبرد دانش فنی در صنایع نفت و گاز
- طراحی و اجرای مطالعات علمی و هدایت تحقیقات آزمایشگاهی
- شناسایی ضعف‌ها و کمبودهای صنعت نفت ایران در مقایسه با تکنولوژی روز دنیا و ارائه راه حل
- برگزاری دوره‌های نوین و ویژه برای صنایع نفت و گاز